# Ҏ
Ҏ, ҏ е буква от кирилицата. Обозначава беззвучната венечна трептяща съгласна /r̥ /. Използва се в килдинския саамския език, където е 26-а буква от азбуката. Буквата Ҏ произлиза от кирилското Р.

## Кодове
| Буква  | Уникод |
| ------ | ------ |
| Главна | U+048E |
| Малка  | U+048F |

В други кодировки буквата Ҏ отсъства.